# Urcalandż
Urcalandż – wieś w Armenii, w prowincji Ararat. W 2011 roku liczyła 157 mieszkańców.